# Karin Donckers

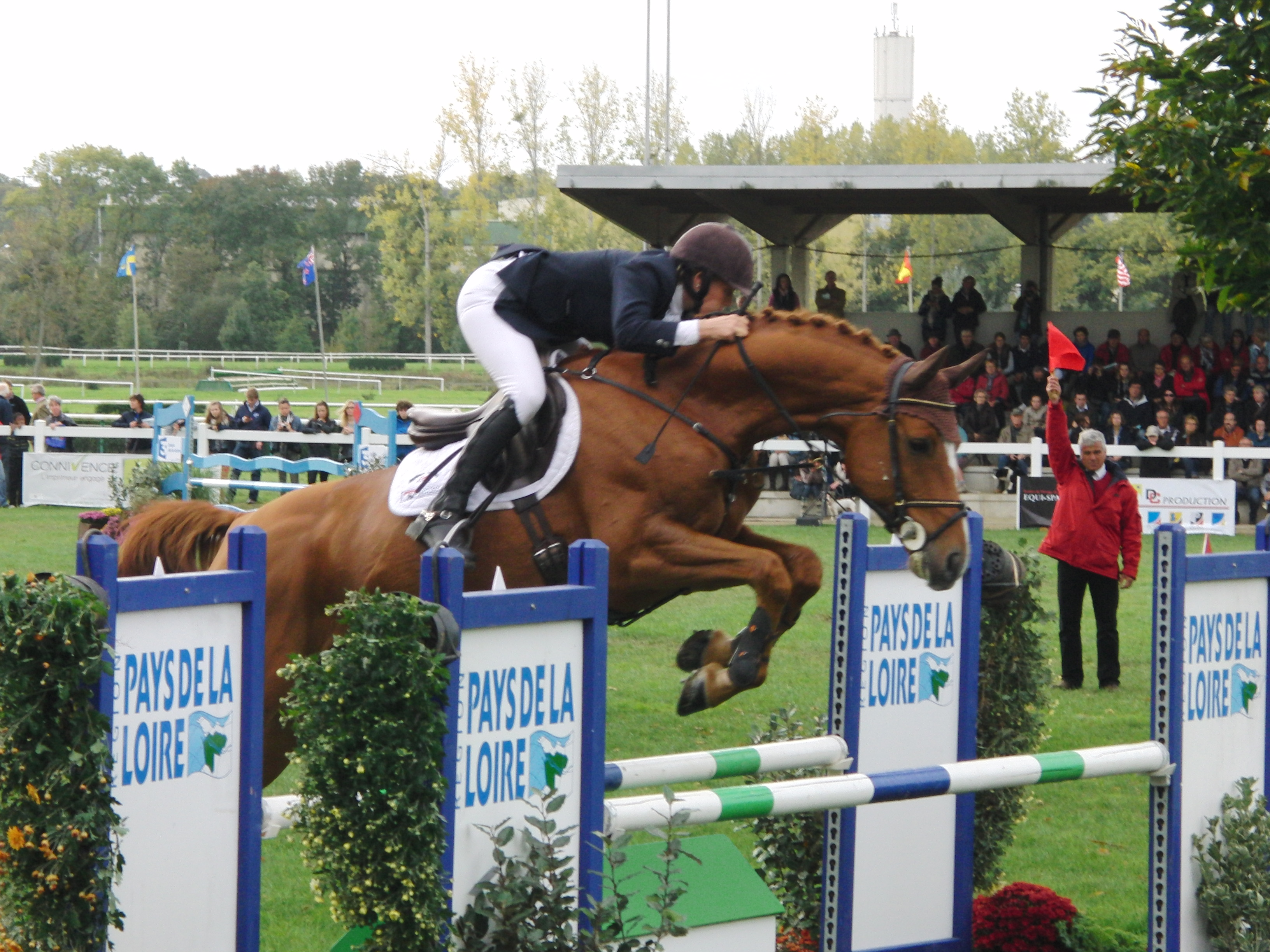
Karin Donckers auf Hamilton, 2013

Karin Donckers (* 28. Mai 1971 in Hoogstraten) ist eine belgische Vielseitigkeitsreiterin.
Sie hat zwischen 1992 und 2024 an sieben Olympischen Spielen teilgenommen und nur 1996 und 2020 ausgelassen. Ihr bestes Ergebnis ist der vierte Platz in der Team-Wertung 1992 und 2024. Bei zwei Olympischen Spielen kam sie in den Einzelwettbewerben jeweils in die Top Ten und erreichte 1992 in Barcelona Platz 8 und 2008 in Peking Platz 9.